# 9853 l'Épée
9853 l'Épée è un asteroide della fascia principale. Scoperto nel 1991, presenta un'orbita caratterizzata da un semiasse maggiore pari a 2,5598822 au e da un'eccentricità di 0,1760681, inclinata di 17,69028° rispetto all'eclittica.
L'asteroide è dedicato all'educatore francese Charles-Michel de l'Épée.